# Tom Roses Pond (zuid)
Tom Roses Pond is een meer in de Canadese provincie Newfoundland en Labrador. Het meer heeft een oppervlakte van ruim 2 km² en bevindt zich op het Great Northern Peninsula, in het uiterste noorden van het eiland Newfoundland.

## Geografie

### Topografie
Tom Roses Pond is een van de grotere meren in het noordoosten van het Great Northern Peninsula. Het meer bevindt op 10 km ten zuiden van Main Brook en 12 km ten westen van Croque. Het meer is erg onregelmatig gevormd en heeft langs zijn noord-zuidas een lengte van 2,9 km en een maximale breedte van 1,1 km.

### Hydrografie
Het meer is het beginpunt van de Southwest Brook, een zijrivier van de Salmon River. Het westelijke uiteinde van Tom Roses Pond, waar de Southwest Brook het meer verlaat, is bereikbaar via een houthakkersweg die een eind verder aansluiting vindt met provinciale route 432. De brug over dat beginpunt van de rivier doet tegelijk ook dienst als houthakkersdam.
Het meer wordt via verschillende naamloze beken en riviertjes aangevuld die naburige meren zoals Giles Pond en White Hump Pond afwateren. In het noorden mondt een 2 km lang naamloos riviertje in het meer uit dat de afwatering vormt van de noordelijke Tom Roses Pond. Het betreft dus twee vlak bij elkaar gelegen meren met dezelfde naam.

### Geologie
Het meer bevindt zich geologisch gezien in een Cambro-Ordovicisch terrein met siliciclastische en carbonate gesteenten, waaronder marmer.